# Microphoxus cornutus
Microphoxus cornutus är en kräftdjursart som beskrevs av J. L. Barnard 1960. Microphoxus cornutus ingår i släktet Microphoxus och familjen Phoxocephalidae. Inga underarter finns listade i Catalogue of Life.